# Wereldkampioenschappen zwemsporten 2017
De wereldkampioenschappen in de zwemsporten 2017 worden van 14 tot en met 30 juli georganiseerd in Boedapest, Hongarije. Op het programma staan wederom de zes disciplines binnen de zwemsporten: klifduiken, openwaterzwemmen, schoonspringen, synchroonzwemmen, waterpolo en zwemmen.

## Wedstrijdkalender
|  | Voorronde | ● | Finales |

| Juli             | 14 | 15 | 16 | 17 | 18 | 19 | 20 | 21 | 22 | 23 | 24 | 25 | 26 | 27 | 28 | 29 | 30 | T  |
| ---------------- | -- | -- | -- | -- | -- | -- | -- | -- | -- | -- | -- | -- | -- | -- | -- | -- | -- | -- |
| Klifduiken       |    |    |    |    |    |    |    |    |    |    |    |    |    |    |    | 1  | 1  | 2  |
| Openwaterzwemmen |    | 1  | 1  |    | 1  | 1  | 1  | 2  |    |    |    |    |    |    |    |    |    | 7  |
| Schoonspringen   |    | 3  | 2  | 2  | 1  | 1  | 1  | 1  | 2  |    |    |    |    |    |    |    |    | 13 |
| Synchroonzwemmen |    | 1  | 1  | 1  | 1  | 1  | 1  | 1  | 2  |    |    |    |    |    |    |    |    | 9  |
| Waterpolo        |    |    |    |    |    |    |    |    |    |    |    |    |    |    | 1  | 1  |    | 2  |
| Zwemmen          |    |    |    |    |    |    |    |    |    | 4  | 4  | 5  | 5  | 5  | 5  | 6  | 8  | 42 |
| Totaal           |    | 5  | 4  | 3  | 3  | 3  | 3  | 4  | 4  | 4  | 4  | 5  | 5  | 5  | 6  | 8  | 9  | 75 |